# Белая книга Пассфилда
Белая книга Пассфилда  — вторая из шести Белых книг, выпущенная в 1930 году министром по делам колоний лордом Пассфилдом.

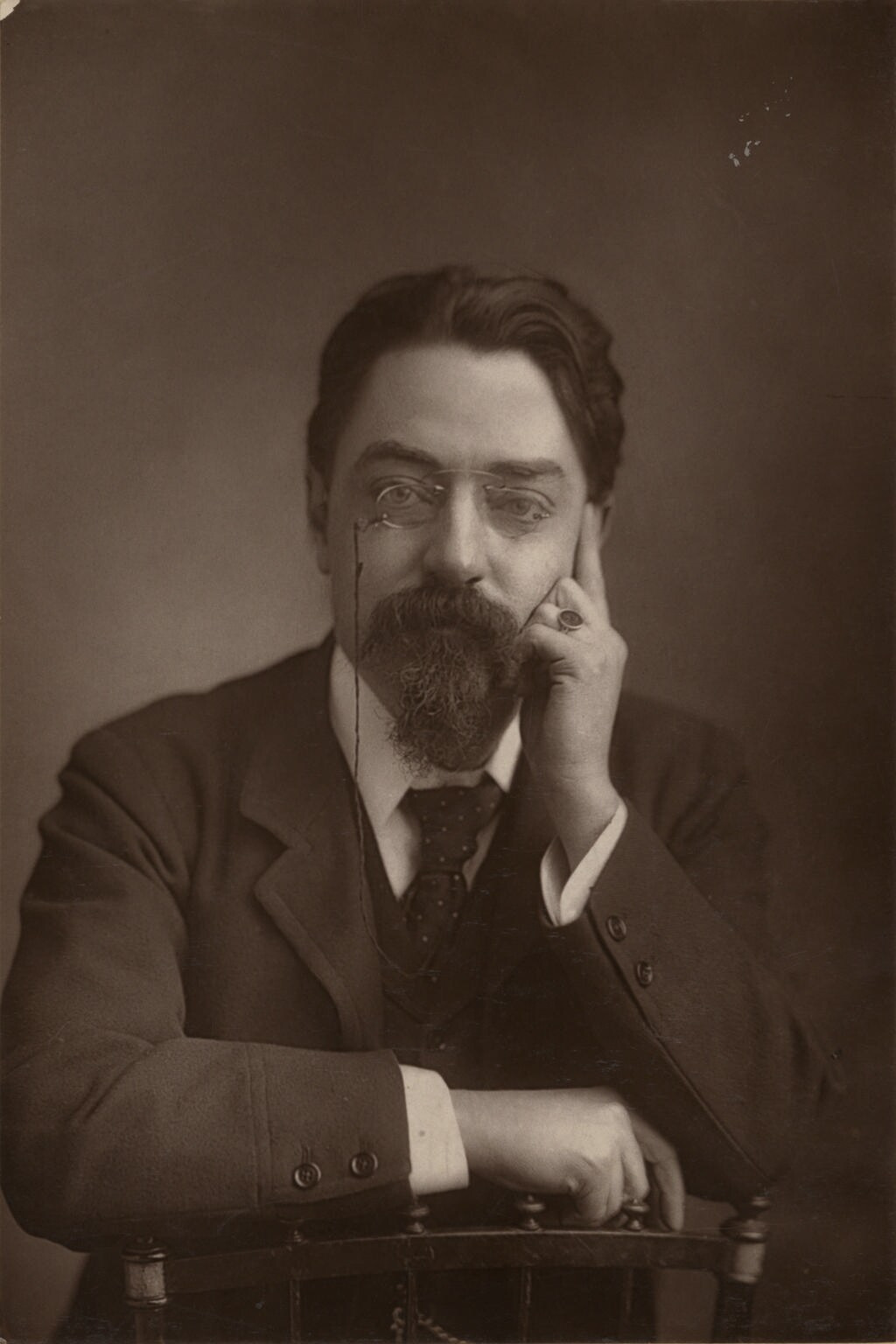
Лорд Пассфилд

## История создания
После очередных беспорядков в подмандатной Палестине 1929 года и на основании последующих за ним выводов комиссий Уолтера Шоу и Джона Хоупа Симпсона, британское правительство Рамси Макдональда предоставило на утверждение парламента документ, касающийся насущных проблем в подмандатной Палестине. Документ получил название Белая книга Пассфилда, по имени министра по делам колоний лорда Пассфилда. Белая книга пересматривала политику британского мандата и ставила под сомнение основополагающие принципы Декларации Бальфура. В документе Пассфилда строго ограничивалась репатриация евреев в
Эрец-Исраэль и продажа им земли. Также предлагалось создание Законодательного собрания Палестины, на основе прямых выборов, что давало несомненное преимущество наиболее многочисленной арабской части населения Палестины.
Текст документа вызвал негодование у еврейских руководителей в Эрец-Исраэль. Хаим Вейцман подал в отставку с поста президента Сионистской организации. Некоторые члены британского парламента, в том числе бывший Верховный комиссар Палестины Герберт Самуэль и бывший премьер-министр Ллойд Джордж выступили с резкой критикой документа. Лига Наций, к которой обратились руководители Сионистской организации, указала на несоответствие документа принципам мандата, полученного британским правительством на управление Палестиной. Всё это привело к отмене Белой книги Пассфилда, а премьер-министр Рамси Макдональд направил Вейцману официальную телеграмму, в которой подчёркивалась решимость британского правительства не отходить от принципов мандата.